# Кейльман, Борис Рафаилович
Борис Рафаилович Кейльман  (22 июня 1941, Куйбышев, СССР ) — общественный деятель, руководитель клуба им. В. Грушина, организатор и ведущий фестиваля им. В. Грушина, организатор концертов, советский и российский писатель.
Президент Грушинского фестиваля и президент Общественной организации Самарский областной Грушинский клуб.
Ветеран турсекции Клуба туристов СамГТУ "Политех", заслуженный путешественник России.

## Биография
Родился 22 июня 1941 года в г. Куйбышеве.
В 1965 году окончил теплоэнергетический факультет Куйбышевского политехнического института.
С 1965 по 1993 гг. работал инженером-наладчиком по котлоагрегатам треста «Энерготехмонтаж».
Член жюри «Первого фестиваля туристической песни имени Валерия Грушина», который состоялся 29 сентября 1968 года в Каменной чаше, в Жигулях, где присутствовало более 600 человек.
В 2008 году выпустил книгу рассказов «Пересказываю жизнь»
С 1993 Президент Самарского областного клуба авторской песни имени Валерия Грушина.
Грушинский клуб раскололся весной 2019 года, когда президента клуба убрали из её рядов, и на смену ему пришел Виталий Шабанов. Поводом для исключения Кейльмана было названо его единоличное решение об отчуждении товарных знаков Грушинского фестиваля в пользу московского «МПНУ Энерготехмонтаж».
Ведущий программ прямого телеэфира на канале ДЛД Самара, посвященным фестивалю, под названием «На Грушинской волне».
Кандидат в мастера спорта СССР по туризму.
Президент некоммерческой организации «Единый Грушинский фестиваль»
В 2021 году участвовал в съемках фильма «Родные» Жоры Крыжовникова
Живёт и работает в Самаре.

## Семья
Отец - Рафаил Вениаминович Кейльман, военный врач, участвовал в Великой Отечественной войне с первого дня и погиб. В апреле 1941 года был призван на военные сборы в Тоцкие лагеря, в Оренбуржье. Сына не видел, так как погиб в сентябре 1941 года.
Бывшая жена - Ольга Ермолаева (бард)
Дочь - Мария.
Сын - Павел.

## Награды
2013 Специальный диплом Всероссийской премии имени Антона Дельвига  «За верность слову и отечеству»
2011 Почётный знак Губернатора Самарской области «За труд во благо земли Самарской»
2009 Лауреат Губернской премии в области культуры и искусства

## Избранная библиография
- Пересказываю жизнь [Текст] /  Самара : Век # 21, 2008. - 228, [8] с. : ил. + 1 CD-ROM.
- Земная палуба [Текст] / - Самара : Агни, 2011. - 323 с., [18] л. ил. : ил. - ISBN 978-5-89850-164-8 : 250.00.
- Палатoчный рай [Текст] / - Москва : Собрание, 2014. - 269, [2] с. : ил. - ISBN 978-5-9606-0129-X
- Планета друзей, 2017[21]
- Свидание с Камчаткой.  2020
- Тогда мы были молодые, 2020[22]